# Un día en el mundo
Un día en el mundo fue el primer álbum de larga duración que lanzó al mercado la banda de rock española Vetusta Morla.
Alcanzó la certificación de disco de oro tras conseguir vender más de 35.000 unidades.
Comenzó a desarrollarse en Alameda de Cervera (Ciudad Real), en el taller de "Creación" del artista Alfredo Martínez. En una de las salas de una antigua bodega se grabaron las baterías, los bajos, y parte de las percusiones. El resto de la grabación se terminó en los estudios Sonobox de Madrid, junto a sus socios y productores Javibu Carretero y Manuel Colmenero. 
Tras no recibir el apoyo que buscaban por parte de las discográficas, Vetusta Morla crea el sello Pequeño salto mortal, con el que publican su primer disco en febrero de 2008. 
En el álbum se incluyen temas de distintas épocas de la banda, algunos de los cuales han sido revisados e incluso han cambiado de nombre. 
Un día en el mundo es también el título del tema que fue elegido como carta de presentación del disco. El videoclip del mismo fue realizado por Álvaro León (keloide), y consiguió ser nominado en el Festival de Cine de Málaga y el Festival de Cortos de Medina del Campo (2008). 
La fotografía de la portada del álbum, realizada por David Martín Page, muestra un niño que salta entre dos bancos en un muelle junto al mar. Está realizada en la playa Nueva Icaria de Barcelona (España). Los miembros de la banda explican la relación entre esta imagen y la propia banda en una entrevista: 

El cielo y el mar son inmensos, inabarcables. Pero el niño no parece darse cuenta, está concentrado en su pequeña aventura del día, saltar de un banco a otro. Para otros será algo nimio, pero para él es su gran audacia, la odisea de esa jornada. En parte, editando este álbum, nos sentimos de un modo similar a ese niño. No volverá a ser el mismo después de ese salto, pero no es tampoco un cambio radical, es un pequeño paso adelante, un capítulo más dentro de una historia mayor, una etapa que se ha desarrollado de forma natural dentro de una evolución larga.

La edición especial, que tuvo una tirada de 2080 copias, se compone del CD, el DVD "La canción número 13" realizado por Guillermo Galván (guitarrista de la banda), que muestra el proceso de grabación del disco, las letras en transparencias individuales, y una pieza de un rompecabezas. En total, hay 13 rompecabezas (tantos como canciones), y cada uno consta de 160 piezas, que componen la imagen de la portada del disco. 
Según palabras del grupo, 

Todas las piezas juntas componen el gran puzle de Vetusta Morla, lo que significa que tú también formas parte de él, parte de nosotros y parte de las canciones. Tenemos la aspiración de hacer una música que presente huecos, espacios en blanco que cada uno ha de completar con lo que sentís o pensáis. Eso significa que las canciones crecerán con vuestra energía y su significado se ampliará con lo que vosotros aportáis. Significa que también os pertenecen y que habéis participado en la creación de algo mayor y más hermoso. Las piezas que poseéis son la manifestación física de esto.

Cada una de las copias fue empaquetada de manera artesanal por los propios miembros del grupo. El diseño fue realizado, una vez más, por Pucho. 
En sus dos primeras semanas a la venta, el disco entró en la lista oficial de ventas elaborada por Promusicae, llegando casi a agotar los 2.000 ejemplares. 
La presentación oficial del disco tuvo su momento álgido el 19 de abril de 2008 en la Sala Joy Eslava. Con el cartel de "Entradas Agotadas" colgado semanas antes del show, y un público totalmente entregado, la banda ofreció, ante 1.500 personas, en uno de los conciertos más especiales de la banda. 
La escenografía corrió a cargo, una vez más, de Álvaro León y el equipo de keloide, que consiguieron recrear de una manera muy especial la atmósfera del videoclip de Un día en el mundo. 
Tras más de un año y medio de una exitosa gira que les llevó por toda España y México, en noviembre de 2009 vetusta morla puso fin a esta gira cuadrando el círculo y volviendo a la estación de partida. Así, la banda decidió ofrecer cinco conciertos de despedida en Madrid, volviendo a los garitos que les vieron crecer, y en los que forjaron su identidad musical y donde se escribieron los primeros capítulos de su periplo.
Durante cinco noches seguidas, entre el 3 y el 7 de noviembre, cada una con un sabor diferenciado y protagonistas especiales, Vetusta Morla actuó en la Sala El Sol, la Sala Caracol, el Café La Palma (donde ofrecieron un concierto acústico exclusivo para los poseedores de la edición limitada del álbum), Sala La Riviera y, por último, Joy Eslava. 
El 30 de diciembre de 2018, con motivo del décimo aniversario de Un día en el mundo, Vetusta Morla ofrecería un concierto especial en el WiZink Center de Madrid, un show en el que el sexteto echó la vista atrás para rememorar sus inicios discográficos y primeros bolos.

## Lista de canciones
1. Autocrítica - 4:43
2. Sálvese quien pueda - 3:24
3. Un día en el mundo - 4:13
4. Copenhague - 5:05
5. Valiente - 3:30
6. La marea - 3:44
7. Pequeño desastre animal - 3:35
8. La cuadratura del círculo - 4:37
9. Año nuevo - 4:30
10. Rey sol - 3:30
11. Saharabbey road - 4:40
12. Al respirar - 3:36